# تيري كلارك
تيري كلارك هو طبال كندي، ولد في 20 أغسطس 1944 في فانكوفر في كندا.

## وصلات خارجية
- تيري كلارك على موقع ميوزك برينز (الإنجليزية)
- تيري كلارك على موقع ميوزك برينز (الإنجليزية)
- تيري كلارك على موقع ديسكوغز (الإنجليزية)